# Le Amiche (gruppo musicale)
Le Amiche è stato un gruppo musicale femminile beat italiano attivo nel 1965; il maggiore successo fu con il 45 giri Se mi vuoi un po' di bene, cover di Chapel of Love.

## Storia
Le Amiche erano un gruppo vocale costituito nel 1964 e formato da quattro ragazze di Roma diplomate in pianoforte al conservatorio musicale: Clementina “Annamaria” Bellot Romanet, Giusy Francia, Graziella Masone, Silvana Masone. 
Insieme a Le Snobs e a Le Sorelle sono state uno dei pochi gruppi beat degli anni sessanta composto interamente da ragazze. Praticavano un sound a metà strada fra il beat puramente inteso e il doo wop. Moltissime delle loro canzoni erano cover del gruppo femminile The Dixie Cups, attivo in quegli anni a New Orleans. La loro prima partecipazione fu, nel 1964, la prima edizione del Festival delle Rose, una manifestazione musicale organizzata a Roma dalla RCA, con la canzone Un giorno o l'altro. L'anno successivo il gruppo partecipò alla seconda edizione del festival delle Rose con due canzoni, Basta con i ricordi e Se questa vita non ti va. Sempre nel 1965 partecipò insieme al cantante Remo Germani prima al Festival di Sanremo con la canzone Prima o poi. in seguito, sempre con Germani, alla rassegna radiofonica Un disco per l'estate 1965, con Divertiamoci.
Nella loro breve carriera hanno fatto in tempo a partecipare a due film musicarelli del 1965 diretti da Tullio Piacentini: Viale della canzone (in cui eseguivano il brano Se mi vuoi un po' di bene) e Questi pazzi, pazzi italiani (dove presentavano Quello che la gente dirà).
Dopo la pubblicazione di un album omonimo che raccoglieva le loro canzoni, e che ebbe un modesto successo, il quartetto si sciolse in parte a causa dell'uscita dal gruppo di Annamaria che si trasferì prima in Inghilterra, poi in Svizzera sposandosi con il Maestro Ezio Leoni, Direttore Artistico del gruppo stesso, produttore e dirigente discografico. Nel 1967 Tom Jones incluse nel suo secondo album A-tomic Jones il brano delle Amiche Un giorno o l’altro (tradotto You’re so good for me), scritto dallo stesso Maestro Leoni, brano che verrà in seguito pubblicato su varie altre compilations dei più grandi successi dello stesso Jones, ritagliando quindi anche un piccolo posto per Le Amiche negli annali della musica leggera internazionale.

## Discografia
Il quartetto ha pubblicato cinque singoli e un album, tutti incisi nel 1965 per la Jolly, su produzione del Maestro Ezio Leoni.
Album in studio
- 1965 - Le Amiche

Singoli
- 1965 - Se mi vuoi un po' di bene/Un giorno o l'altro
- 1965 - Per una Rosa/Quello che la gente dirà
- 1965 - Divertiamoci/Ma Lasciala
- 1965 - Basta con i ricordi/Se questa vita non ti va
- 1965 - Terry/Sai Illudermi